# Charles Grobe
Charles Grobe (c. 1817 - 20 de octubre de 1879) fue un compositor estadounidense que escribió cerca de dos mil obras, incluidas muchas variaciones para piano de melodías populares. Según The Grove Dictionary of American Music, fue el compositor de piezas de batalla más prolífico del siglo XIX en los Estados Unidos, que escribió música para la Guerra de Secesión y la Guerra México-Estadounidense.

## Biografía
Grobe nació en Weimar alrededor de 1817, supuestamente hijo de un clérigo luterano, y emigró a los Estados Unidos alrededor de 1839.
Estuvo empleado la mayor parte de su vida en la educación musical; se desempeñó como jefe del departamento de música en Wesleyan Female College en Wilmington, Delaware, de 1840 a 1861, fue el fundador de una Agencia de Educación y Música que dirigió de 1862 a 1870, y fue instructor en el Pennington Seminary and Female Collegiate Institute. de 1870 a 1874 y en el Instituto Colegiado del Centenario de 1874 a 1879.

## Composiciones
Grobe caracterizó sus propias piezas como «música de piano predecible pero agradable». Se inspiró en temas musicales accesibles y con frecuencia se inspiró en eventos contemporáneos. Durante la guerra entre México y Estados Unidos, Grobe compuso «Old Rough and Ready Quickstep» (1846) en honor a Zachary Taylor, y más tarde, «La batalla de Buena Vista» (1847). Este último, una fantasía para piano altamente descriptiva con descripciones textuales detalladas de los movimientos militares estadounidenses y mexicanos, resultó popular y el propio Zachary Taylor poseía una copia.
Posteriormente, durante el preludio de la Guerra de Secesión, Grobe apoyó la candidatura y presidencia de Abraham Lincoln. Compuso el «Lincoln Quickstep» en su honor, cuyo primer verso comienza:

Honest Old Abe has split many a rail;
He is up to his work, and he'll surely not fail.
He has guided his flatboat through many a strait,
And watchful he'll prove at the Helm of the State.
Honest Old Abe ha partido muchos rieles;
Está a la altura de su trabajo, y seguramente no fallará.
Ha guiado su chalana a través de muchos estrechos,
Y vigilante probará en el Timón del Estado.

 
La música de batalla de Grobe se inspiró en obras como «The Battle of Prague» de Frantisek Kotzwara, y en 1860 Grobe publicó «The Battle of Prague: Revamped, Remodeled, and Renovated». Grobe compuso prolíficamente durante los primeros años de la Guerra de Secesión, publicando rápidamente canciones con extensos subtítulos tomados directamente de relatos de periódicos sobre batallas recientes. Sin embargo, a medida que la guerra avanzaba, la popularidad de las «piezas descriptivas» de Grobe pronto se desvaneció y se publicaron pocas durante los últimos años del conflicto.
Varias de las composiciones de Grobe presentaban portadas del litógrafo Albert Newsam. En 1862, Grobe y varios amigos establecieron un fondo en beneficio de Newsam, ya que para entonces Newsam había sufrido una parálisis y había caído en la pobreza.
El reconocimiento generalizado de Grobe surgió en gran parte de su extrema productividad, y asignó números de opus progresivamente más altos a sus obras. En 1859, cuando Grobe encabezó un concierto en la reunión de junio de la Junta de Comercio de los Editores de Música de los Estados Unidos, ya había publicado Op. 1000. Continuó componiendo tarde en su vida, y finalmente alcanzó un número de obra reportado de 1998.